# Hejőkürt
Hejőkürt község Borsod-Abaúj-Zemplén vármegyében, a Tiszaújvárosi járásban.

## Fekvése
Mezőcsát és Tiszaújváros között nagyjából félúton fekszik, előbbi településhez kicsit közelebb, a Tisza jobb partján, bár a folyótól mintegy 5-6 kilométer távolságra. Másik jelentős folyóvize a nevében is megjelenő Hejő, de az is mintegy 1 kilométerre folyik el a község lakott területeitől.
Főutcája a két előbbi várost összekötő 3313-as út, de áthalad a területén – központjától északra – az M3-as autópálya is, amelynek csomópontja is van itt. [A 3313-as útnak a sztráda és Tiszaújváros közti szakasza egy ideje már főútnak minősül, 351-es útszámmal.] Északi határszélét érinti a 3312-es és egy rövid szakaszon a 3310-es út is.
Közigazgatási területe északon Tiszaújvárossal, északkeleten Oszlárral, keleten Polgárral, délen Tiszatarjánnal, nyugaton pedig Nemesbikk-kel határos; határának két kisebb, lakatlan része a Tisza bal partjára esik.

## Története
Hejőkürt nevét a Hejő patakról és egyik honfoglaló törzsünkről, a Kürt törzsről kapta. Először a 13. században említik, Kert néven. Az egri püspökség birtoka volt. A tatárjáráskor elpusztult, de a 14. század elején már ismét állt. A 15. században Heves vármegye része volt. 1566-ban a törökök felégették, később Tiszakürt néven, a Tiszához közelebb épült fel újra. Később újra elpusztult, gróf Eszterházy Károly egri püspök építtette újjá Hejőkürt néven. A Tisza szabályozásakor a folyó távolabb került a településtől. A falu közelében torkollik a Hejő a Tiszába.
2006-ban, a falu határában építette fel a Lidl Magyarország Bt. a 40 000 m² alapterületű Hejőkürti Logisztikai Központot, ahonnan a kelet-magyarországi régiót látják el.

## Közélete

### Polgármesterei
- 1990–1994: Varga Gyula (független)[3]
- 1994–1998: Varga Gyula (független)[4]
- 1998–2002: Varga Gyula (független)[5]
- 2002–2006: Varga Gyula (független)[6]
- 2006–2010: Varga Gyula (független)[7]
- 2010–2014: Varga Gyula (független)[8]
- 2014–2019: Strezenecki Stella (független)[9]
- 2019–2024: Strezenecki Stella (független)[10]
- 2024– : Strezenecki Stella (független)[1]

## Népesség
A település népességének változása:
| Lakosok száma | 287  | 299  | 283  | 276  | 268  | 275  | 266  |
|               | 2013 | 2014 | 2015 | 2021 | 2022 | 2023 | 2024 |

2001-ben a település lakosságának 99%-a magyar, 1%-a cigány nemzetiségűnek vallotta magát.
A 2011-es népszámlálás során a lakosok 93,7%-a magyarnak, 3,3% cigánynak mondta magát (6,3% nem válaszolt; a kettős identitások miatt a végösszeg nagyobb lehet 100%-nál). A vallási megoszlás a következő volt: római katolikus 53,1%, református 14,3%, görögkatolikus 1,7%, evangélikus 0,3%, felekezeten kívüli 8,6% (18,6% nem válaszolt).
2022-ben a lakosság 93,3%-a vallotta magát magyarnak, 3,7% cigánynak, 0,7% egyéb, nem hazai nemzetiségűnek (6,7% nem nyilatkozott; a kettős identitások miatt a végösszeg nagyobb lehet 100%-nál). Vallásuk szerint 36,2% volt római katolikus, 13,1% református, 3,4% görög katolikus, 0,4% ortodox, 11,2% felekezeten kívüli (35,8% nem válaszolt).

## Látnivalók
- Római katolikus templom (Nepomuki Szent Jánosnak szentelve; 1819-ben épült fel)
- Nádtetős házak
- Kürti-tó (horgásztó)

## Környező települések
Nemesbikk (7 km), Oszlár (kb. 4 km), Tiszatarján (5 km), a legközelebbi város: Tiszaújváros (12 km).